# Prince of Darkness (álbum de Alice Cooper)
Prince of Darkness es un álbum recopilatorio de Alice Cooper, publicado en 1989. El disco no contiene ningún material inédito; sin embargo, la versión en vivo de "Billion Dollar Babies" solo había sido publicada como Lado B del sencillo de la RCA "He's Back (The Man Behind the Mask)".

## Lista de canciones
1. "Prince of Darkness"
2. "Roses on White Lace"
3. "Teenage Frankenstein"
4. "He's Back (The Man Behind the Mask)"
5. "Billion Dollar Babies" (Live)
6. "Lock Me Up"
7. "Simple Disobedience"
8. "Thrill My Gorilla"
9. "Life and Death of the Party"
10. "Freedom"